# 節約ロック
『節約ロック』（せつやくロック）は、大久保ヒロミによる日本の漫画作品。『モーニング』（講談社）にて、2017年4・5合併号、13号、32号、2017年7月 - 12月に『モーニング』公式ウェブサイトに掲載、配信。2019年1月21日から3月25日まで日本テレビ「シンドラ」枠にてテレビドラマ化された。
浪費癖のため彼女にフラれた松本タカオ、30歳は彼女とヨリを戻すために、節約を開始する。費、電気代、洋服代、果ては医療費など数々の名テクニックで節約を実施する。

## あらすじ
小さな広告代理店で営業をしている松本タカオは30歳になっても貯金額がゼロで、将来が見えないという理由から彼女にフラれてしまう。お金も彼女もまともな食糧もなくなったタカオはやがて節約に目覚める。

## 書誌情報
- 大久保ヒロミ 『節約ロック』 講談社〈モーニングKC〉、全3巻
  1. 2018年1月23日発売[1]、ISBN 978-4-06-510836-9
  2. 2019年3月3日発売[2]、ISBN 978-4-06-515418-2
  3. 2019年5月23日発売[3]、ISBN 978-4-06-515599-8

## テレビドラマ
2019年1月21日から3月25日まで、日本テレビのシンドラ枠にて放送された。
2020年7月21日から9月22日まで、再放送の各話に新作パートを加えた『節約ロック ちょっと特別編』が放送された。

### キャスト
- 松本タカオ - 上田竜也（KAT-TUN）
- 稲葉コウタ - 重岡大毅（ジャニーズWEST）
- 大黒マキコ - 藤井美菜
- 椎名リン - アヤカ・ウィルソン
- ロックの神様 - くっきー（野性爆弾）
- 桑田ケイゾウ - 宇梶剛士
- 内田 - 高木渉

### スタッフ
- 脚本: 森ハヤシ
- 演出: 水野格、岡本充史、大江海
- 音楽: カワイヒデヒロ
- 主題歌 - KAT-TUN 『GO AHEAD』 (ジェイ・ストーム)
- 編成企画: 田中宏史
- チーフプロデューサー: 西憲彦
- プロデューサー: 枝見洋子、長松谷太郎、友森下洋
- 制作: AXON、ギークサイト
- 製作著作: 日本テレビ、ジェイ・ストーム

### 放送日程
※以下の放送日は、日本テレビ（関東圏）での放送日。
| 話数   | 放送日        | サブタイトル             |
| ------ | ------------- | ------------------------ |
| 第1話  | 2019年1月22日 | ロックと節約の狭間で     |
| 第2話  | 1月29日       | ロックと節約とオシャレ   |
| 第3話  | 2月05日       | ロックと節約と飲み会     |
| 第4話  | 2月12日       | ロックと節約と水道光熱費 |
| 第5話  | 2月19日       | ロックと節約とオフィス   |
| 第6話  | 2月26日       | ロックと節約と高級料理   |
| 第7話  | 3月05日       | ロックと節約と激安料理   |
| 第8話  | 3月12日       | ロックと節約と男磨き     |
| 第9話  | 3月19日       | 究極の節約               |
| 第10話 | 3月26日       | ロックと節約で愛を叫ぶ   |

#### ちょっと特別編
- 第1話 - 2020年7月21日
- 第2話 - 2020年7月28日
- 第3話 - 2020年8月4日
- 第4話 - 2020年8月11日
- 第5話 - 2020年8月18日
- 第6話 - 2020年8月25日
- 第7話 - 2020年9月1日
- 第8話 - 2020年9月8日
- 第9話 - 2020年9月15日
- 第10話 - 2020年9月22日